# Wiązanie S-glikozydowe
Wiązanie S-glikozydowe – rodzaj wiązania glikozydowego, siarkowy analog wiązania N- i O-glikozydowego. Wiązanie S-glikozydowe, podobnie jak wiązanie C-glikozydowe, wykazuje dużą odporność na hydrolizę enzymatyczną. Ponadto wprowadzenie atomu siarki zamiast tlenu znacząco wpływa na konformację części cukrowej cząsteczki.